# Arutsch

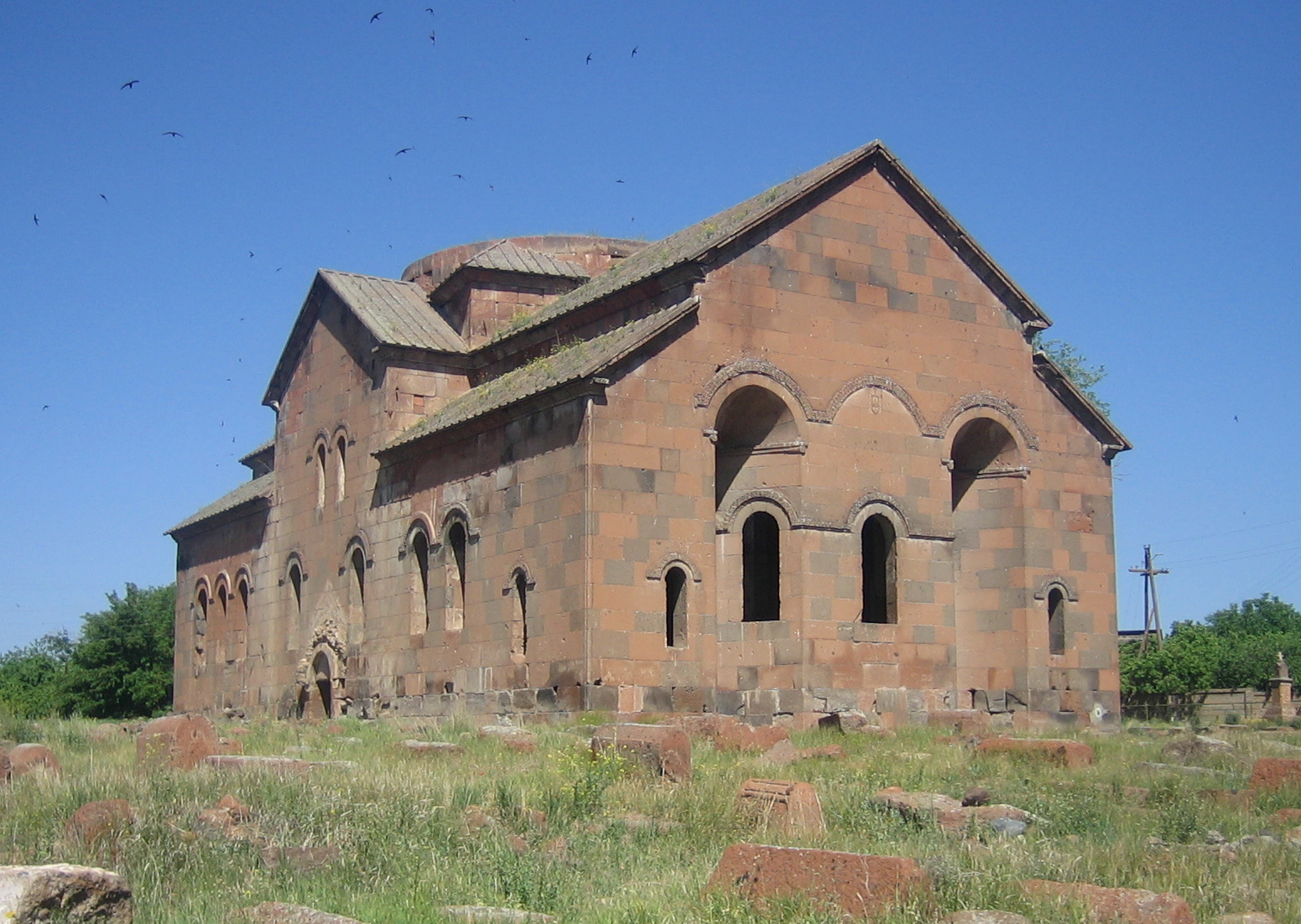
Kathedrale von Südosten

Arutsch (armenisch Արուճ), andere Umschriften Arudsch, Aruch oder Aruj, bis 1970 aserbaidschanisch Talisch, Thalisch, Talish oder Talış, ist ein Dorf und eine Landgemeinde (hamaynkner) in der nordarmenischen Provinz Aragazotn mit 1223 Einwohnern im Jahr 2012.
Am Ortsrand blieb eine der größten frühchristlichen Kirchen Armeniens erhalten. Die Kathedrale Aruchavank aus dem 7. Jahrhundert war dem heiligen Gregor (Surb Grigor) geweiht. Sie gilt als das bedeutendste Beispiel einer armenischen Kuppelhalle. Dieser Bautyp fasst einschiffige längsgerichtete Kirchen mit zentraler Kuppel zusammen. Daneben wurden die Palastruinen des Grigor Mamikonjan freigelegt, der von hier über ein armenisches Fürstentum regierte und als Bauherr der Kathedrale genannt wird. Im Mittelalter lag Arutsch an einer Fernhandelsroute, zu der eine Karawanserei gehörte, deren Ruine am nördlichen Abzweig von der heutigen Schnellstraße (M1) zum Ort zu sehen ist.

## Lage
Arutsch liegt auf 1226 Metern Höhe in einer weiten Ebene im Süden des Berges Aragaz. Von der Schnellstraße zwischen Jerewan und Gjumri zweigt rund 40 Kilometer nordwestlich der Landeshauptstadt Jerewan und 4,5 Kilometer hinter Kosch eine Straße links nach Westen ab, auf der in 1,5 Kilometern die Ortsmitte erreicht wird. Etwas kürzer ist die nördliche Zufahrt für den aus Gjumri und der 23 Kilometer entfernten Kleinstadt Talin kommenden Verkehr. Im Norden der Schnellstraße beginnen die ersten Hügel, die zu den Ausläufern des Aragaz gehören. Armawir und andere Orte im Süden im bis zum Fluss Aras weiter abfallenden Flachland sind von Arutsch nicht direkt erreichbar.
Das Ende einer 4,5 Kilometer langen Straße nach Süden ist im Weiler Nor Armanos erreicht. Am Ortseingang befindet sich ein mittelalterlicher muslimischer Friedhof der Talisch, einer die gleichnamige iranische Sprache sprechenden Minderheit, die seit vorchristlicher Zeit im Südkaukasus bekannt ist. Das nomadische Volk lebt schwerpunktmäßig in einem Berggebiet im Südwesten des Kaspischen Meeres, das zum Iran und zu Aserbaidschan gehört.

## Geschichte
Grabungsfunde in der Umgebung belegen eine Besiedlung seit der Bronzezeit. Die erste schriftliche Quelle stammt aus dem 5. Jahrhundert, als der Historiker Yeghishe Vardapet (410–475) den alten und heutigen Namen des Ortes als Winterlager für die Armee der Arsakiden-Könige erwähnte. Bedeutung erlangte Arutsch im 7. Jahrhundert durch Fürst Grigor Mamikonjan, der von 662 bis 685 unter arabischer Oberherrschaft regierte und Arutsch zu seinem Hauptsitz machte.
Grigor war ein Mitglied der vom 4. bis zum 8. Jahrhundert über weite Teile des historischen Armenien bestimmenden Mamikonjan-Dynastie. Die armenischen Geschichtsschreiber Moses von Choren im 5. und Sebeos im 7. Jahrhundert behaupteten eine Abstammung der Mamikonjan von Adligen aus dem „Land der Chenk“, die in der Mitte des 3. Jahrhunderts nach Armenien gekommen seien. Mit „Chenk“ sind nach der verbreitetsten Auffassung Han-Chinesen oder auch ein Turkvolk aus dem Osten gemeint. Die Mamikonjan verstanden sich wie die Kamsasrakan und andere armenische Aristokratenfamilien, die den Titel Nakharar trugen, als den Arsakiden zugehörig. Der Machtkampf zwischen den Byzantinern und den Sassaniden endete 428 mit der Aufteilung des armenischen Gebietes unter den beiden Großmächten und der Auflösung des Arsakidenreiches. Auf Seiten der Byzantiner gelang es den Mamikonjan anschließend, zu einer lokalen Macht aufzusteigen. Im 7. Jahrhundert erhielten sie von den byzantinischen Kaisern wiederholt den Titel „Fürst von Armenien“ (Statthalter) zugesprochen und zumindest bei einer Gelegenheit Mitte des 7. Jahrhunderts den Ehrentitel Kuropalates.
In dieser von Einfluss und Wohlstand geprägten Zeit waren die Mamikonjan in der zweiten Hälfte des Jahrhunderts, als Fürst Grigor Mamikonjan und seine Frau Helen den Palast und die Kathedrale erbauen ließen, Vasallen der Araber. Nachdem die Araber in den 630er Jahren das Sassanidenreich erobert hatten, drangen sie weiter nach Norden vor, eroberten 640 Dvin und stellten einen Teil der Armenier unter ihre Herrschaft. Die große Zahl der im 7. Jahrhundert erbauten Kirchen zeigt, dass die Araber anfangs tolerant gegenüber den armenischen Kirchenoberen gewesen sein müssen. 701 hatten die Umayyaden Armenien offiziell annektiert.

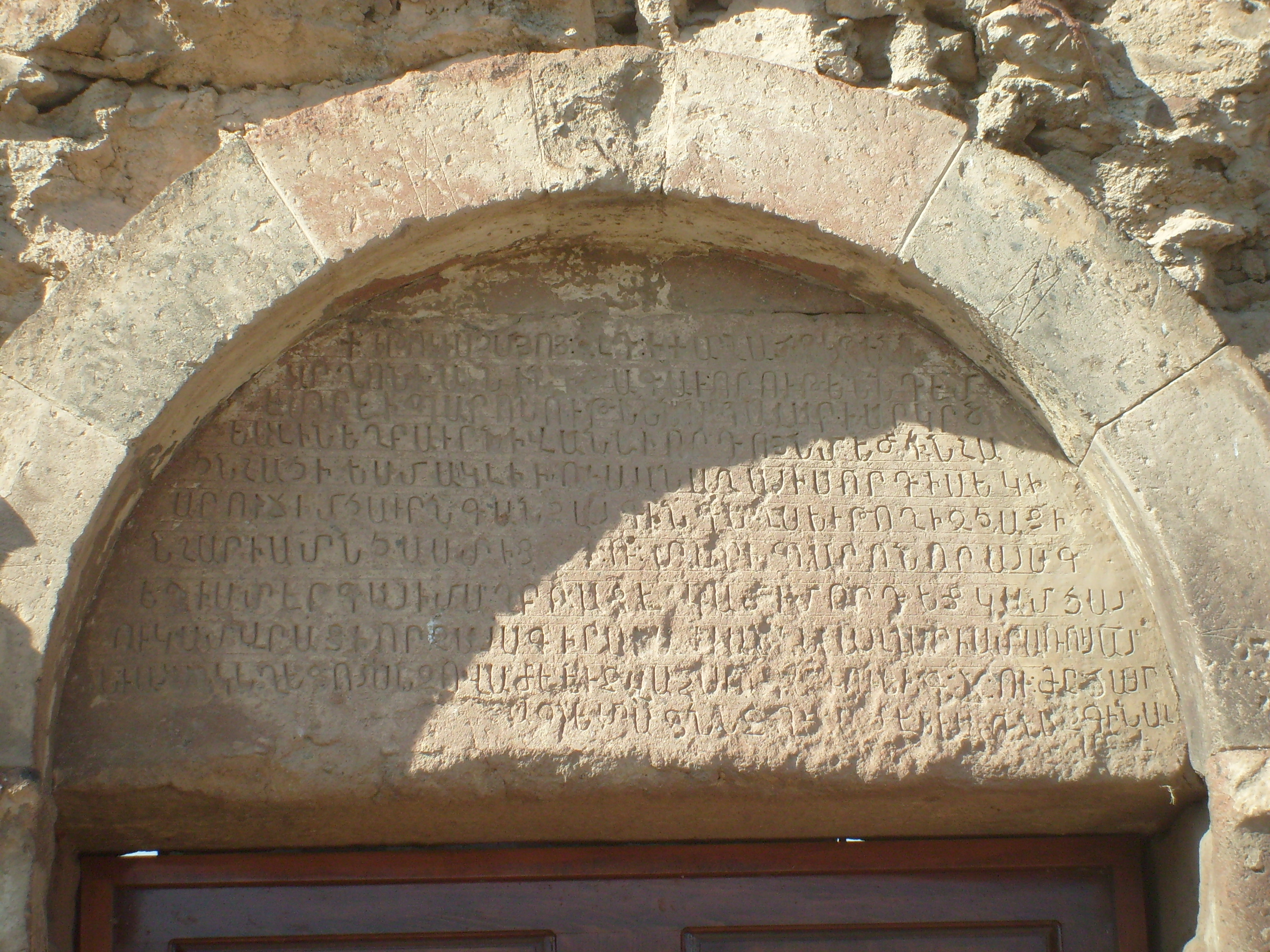
Inschrift von 1285 im Tympanon über dem Portal der Südseite

Nach Ansicht der meisten Kunsthistoriker wurde die Kathedrale zwischen 660 und 670 fertiggestellt. Josef Strzygowski datierte die erhaltene Gründungsinschrift in das Jahr 668. Sie lautet: „Im 29. Jahre Konstantins, am 15. Tage des Monats Mareri, wurde die heilige Kathedrale [...] durch Gregor Mamikonjan, Fürsten von Armenien, und Helene, seine Gattin – als Fürbitte für ihre Erbauer – gegründet.“ Mit Konstantin ist der von 641 bis 668 regierende byzantinische Kaiser Konstans II. gemeint, dessen Herrschaft jedoch nicht 29, sondern nur 27 Jahre dauerte. Strzygowski schrieb den Irrtum armenischen Geschichtsschreibern des 7. Jahrhunderts zu, weil in einer „Anonymen Chronik“ fälschlich 29 Regierungsjahre vermerkt sind. Nikolai Jakowlewitsch Marr (1904), Joseph Orbeli (1913) und Georgi Tschubinaschwili (1967) hielten wegen des Sprachstils und aufgrund dieses Fehlers die Inschrift nicht für original, sondern für eine weit spätere, falsch abgeschriebene Kopie, die wahrscheinlich aus dem 11. Jahrhundert stammt. Für Ulrich Bock (1983) ist es überdies unwahrscheinlich, dass Grigor in seiner Eigenschaft als Statthalter unter arabischer Herrschaft in einer derart bedeutenden Inschrift auf die Gegner in Byzanz hätte Bezug nehmen können, weshalb er die Kirche in das 10. Jahrhundert verlegt.
Der Streit dreht sich um das Alter des heute vorhandenen Gebäudes und damit dieses Bautyps. Die Datierung hat Auswirkungen, weil Arutsch zur zeitlichen Einordnung anderer Kirchen als Vergleichsmaßstab herangezogen wird. Dass Mitte des 7. Jahrhunderts eine Kirche errichtet wurde, geht unabhängig von der Inschrift aus den Erwähnungen mehrerer zeitgenössischer Geschichtsschreiber hervor. So schrieb Ghewond im 8. Jahrhundert: „...und er [Grigor] hat das Haus des Gebetes im Gebiet Aragatsotn im Dorfe Arudsch, ein Ruhmestempel des Namens des Herrn, mit holder Pracht erbaut, indem er es zum Andenken seines Namens schmückte.“ Katholikos Johannes berichtete: „Zu dieser Zeit [662–668] hat der fromme Fürst Gregor Mamikonian durch den göttlichen Besuch [des Geistes] die prachtvolle Kirche im großen Dorfe Arutsch gegründet. [...] und auf der südlichen Seite errichtet er seinen Palast am Rande der steinigen Schlucht, in welcher eine schimmernde Quelle entspringt. Und dann ordnet er sein Wohnhaus und ummauert es mit [einer Mauer aus] großen Steinen und Mörtel.“ Der Historiker Wardan gab ferner an, Grigor Mamikonjan habe die Kirche von Arutsch während der Amtszeit des Katholikos Anastas († 668) und außerdem in dieser Zeit die Kirche in Jeghward erbauen lassen.
Das Ende der Mamikonjan-Herrschaft wurde durch Auseinandersetzungen mit den rivalisierenden Bagratiden beschleunigt, deren Hauptstadt wenig entfernt in Ani lag. Vollends geschwächt waren die Mamikonjan nach erfolglosen Aufständen gegen das Kalifat der Abbasiden 772 bis 775. Mit der Niederlage in der Schlacht von Bagrewand 775 ging praktisch aller Landbesitz der Mamikonjan verloren.
Außer der Gründungsinschrift sind drei weitere Inschriften überliefert. Die zweite Inschrift aus dem Jahr 987 an der Südwand handelt von einer Steuer und stammt von König Smbat II. (reg. 976/977 – 989/990). Zumindest zu dieser Zeit stand nach übereinstimmender Ansicht die heutige Kirche vollendet da. Ebenfalls um eine Steuer geht es in der dritten Inschrift von 1285, die sich im Tympanonfeld über dem Südportal befindet.
Die Karawanserei wurde im 13. Jahrhundert oder später erbaut. Arutsch war damals ein wichtiger Handelsposten an der weit verzweigten Seidenstraße in Armenien zwischen Täbris, Dvin und Kars. Die Straße verband auch Dvin mit Ani. Die Kirchenkuppel wurde wohl durch ein Erdbeben zerstört. Schäden am Mauerwerk aus Tuff könnten ferner durch die Verwendung der Kirche als befestigter Zufluchtsort im 16. und 17. Jahrhundert entstanden sein.

## Ortsbild

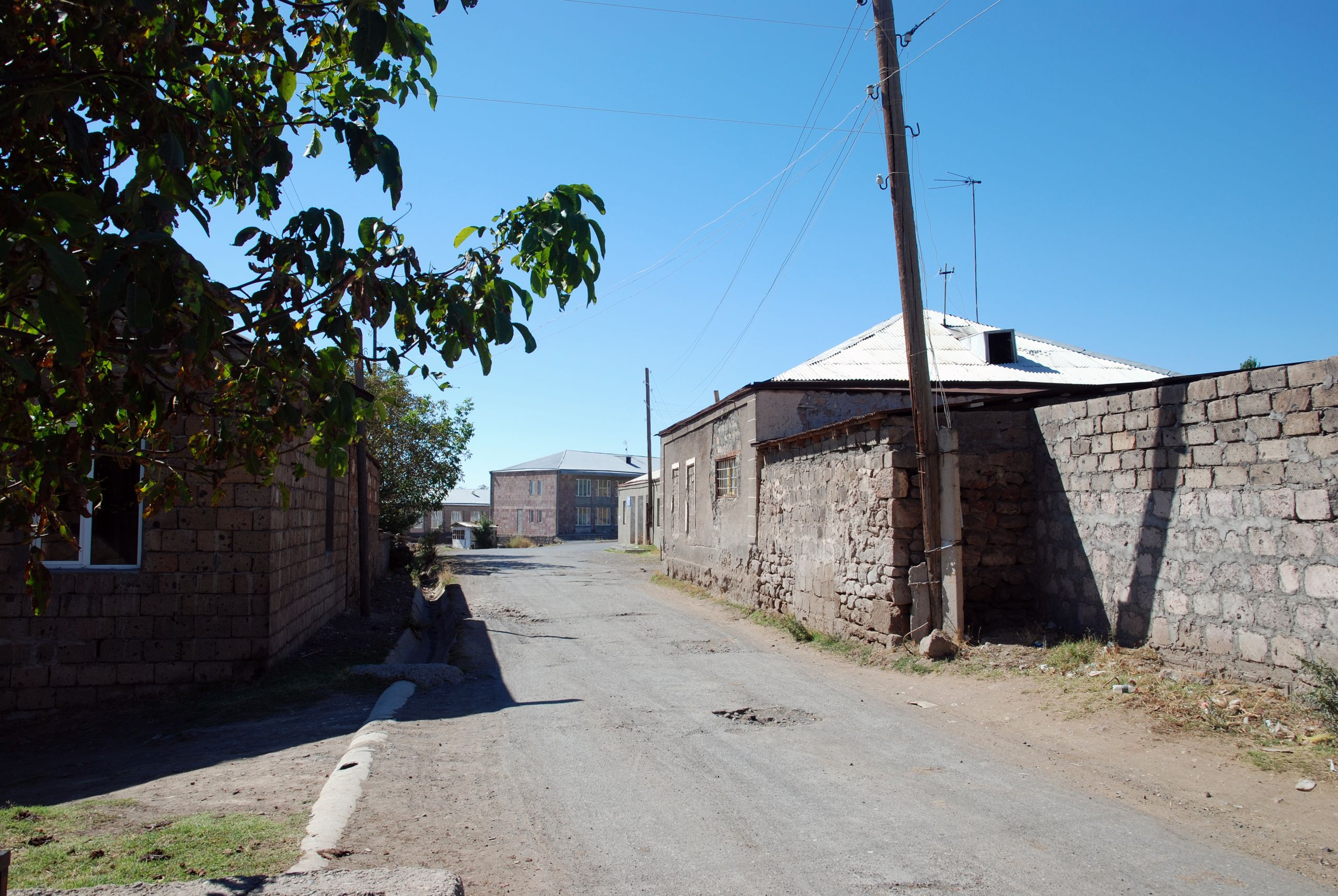
Ortsmitte

Bei der Volkszählung des Jahres 2001 wurde die offizielle Einwohnerzahl mit 1016 angegeben. Im Januar 2012 lebten laut der amtlichen Statistik 1223 Einwohner in Arutsch.
Die Kathedrale befindet sich am nordöstlichen Rand des Haufendorfes, das von einem Netz gewundener Asphaltstraßen durchzogen wird. Die meist eingeschossigen Häuser liegen verstreut innerhalb von großen Gärten. Bäume und Sträucher gedeihen nur um die Häuser, außerhalb des Dorfes erstreckt sich offenes Grasland mit vereinzelten Feldern. Es gibt einen Lebensmittelladen. Nahe der Sekundarschule in der Ortsmitte stehen Mauerreste aus großen Tuffsteinquadern einer befestigten Anlage aus dem 6. bis 13. Jahrhundert aufrecht. Auf dem alten Friedhof liegen einige frühchristliche Grabsteine am Boden. An verschiedenen Stellen des Dorfes sind Chatschkare aufgestellt, die ältesten stammen aus dem 9./10. Jahrhundert. Auf dem freien Feld zwischen Arutsch und dem gut einem Kilometer südöstlich gelegenen Weiler Shamiram wurden weitere mittelalterliche Grabsteine und ein bronzezeitlicher Begräbnisplatz gefunden.

## Kathedrale

### Herkunft

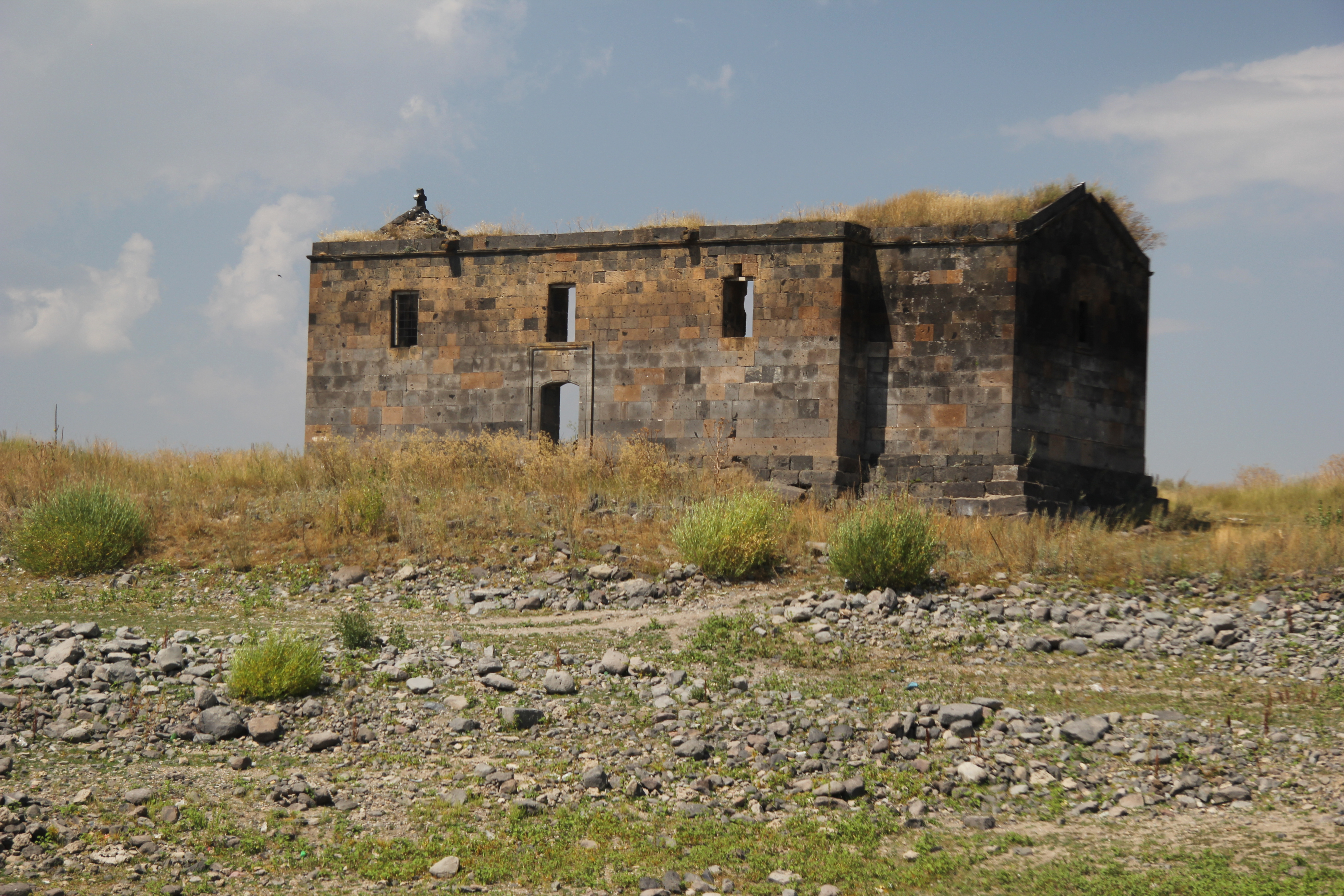
Die Zovuni-Kirche vom Anfang des 6. Jahrhunderts gilt als die älteste Kuppelhalle.

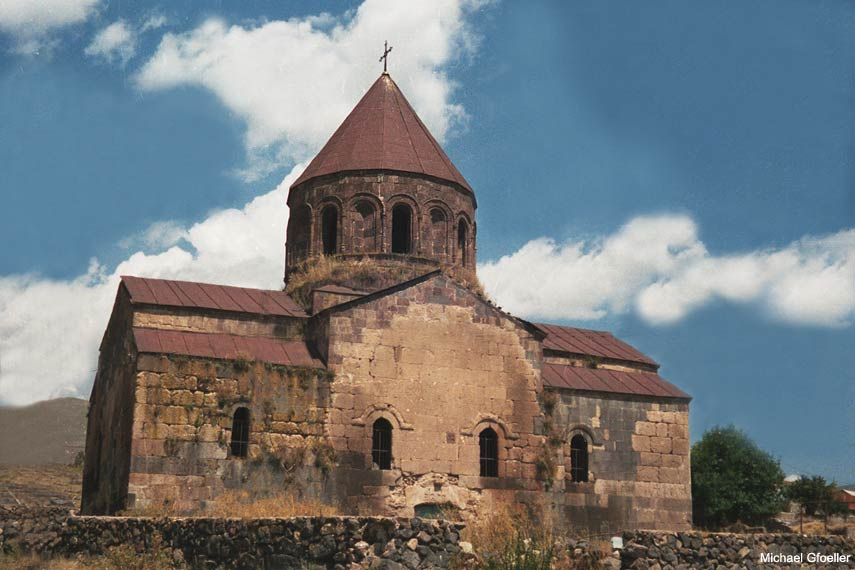
Thaddäuskirche in Ddmaschen vom Ende des 7. Jahrhunderts. Einzige vollständig erhaltene armenische Kuppelhalle

Bevor die für die armenische Baukunst charakteristischen Zentralkuppelkirchen entstanden, gab es offensichtlich eine Phase am Beginn der Christianisierung, als Längsbauten in Form einschiffiger Saalkirchen oder dreischiffiger Basiliken errichtet wurden. Die frühesten erhaltenen, zeitlich einzuordnenden armenischen Kirchen sind Basiliken aus dem 5. und 6. Jahrhundert. Aus dem 5. Jahrhundert sind auch die ältesten Zentralbauten bekannt. Aus ihrer quadratischen Struktur, über der sich eine Kuppel mit einem dazwischen geschalteten zylindrischen Tambour erhebt, wurde die Grundform der späteren Zentralkuppelkirchen. Nach der Unterkonstruktion des Tambour werden drei Zentralbautypen unterschieden: Der kreisförmige Tambour ruht auf den vier Innenecken eines kreuzförmigen Baus (Lmbatavank, Kamrawor-Kirche in Aschtarak), auf den Wandmitten eines quadratischen Baukörpers (Mastara) oder auf vier freistehenden zentralen Pfeilern. Der Ausgangspunkt der überkuppelten Mittelstützen ist der 485 datierte Neubau der Kathedrale von Etschmiadsin.
Aus der Kombination von dreischiffiger Basilika und Zentralkuppel ergibt sich die Kuppelbasilika oder längsgerichtete Kreuzkuppelkirche nach dem Vorbild von Tekor (Frühdatierung Ende 5. Jahrhundert). Sie wurde in manchen Fällen durch Umbau einer älteren Basilika verwirklicht, wobei die beiden Pfeiler in jeder Säulenreihe zu den Stützen einer Vierung umfunktioniert wurden. Die Kathedrale von Odsun ist eine große Kuppelbasilika, die nach der gängigen Einschätzung in die zweite Hälfte des 6. Jahrhunderts datiert wird und von Anbeginn in dieser Form gebaut wurde. Erweiterungen durch aus den Seitenwänden hervortretende Konchen führten zu Klassikern des armenischen Kirchenbaus (Kathedralen von Dvin und Talin, 7. Jahrhundert).
Die Kuppelhalle von Arutsch (Aruchavank) ist aus der Kombination von einschiffiger Saalkirche und Zentralbau entstanden. Hier wird nicht eine relativ kleine Kuppel von vier Zentralpfeilern getragen, sondern eine Kuppel, deren Durchmesser beinahe die gesamte Breite des Kirchenschiffs ausmacht, stützt sich auf Wandvorlagen an den Seitenwänden. Die von den Außenwänden in den Raum ragenden Stützpfeiler sind durch Wandarkaden miteinander verbunden. Die so gebildeten Nischen an den Längswänden werden als kurze Seitenarme einer Kreuzkuppelkirche betrachtet.
Am mutmaßlichen Anfang dieser Entwicklung stand die sehr frühe Kirche von Zovuni am Ostufer des Aparan-Stausees in der Provinz Aragazotn. Zwischen 490 und 510 muss das wohl eingestürzte Tonnendach der einschiffigen Kirche durch eine zentrale Kuppel mit Trompen über massiv verstärkten Wandpfeilern ersetzt worden sein. Neben Arutsch gehört die stärker zerstörte Kirche von Ptghni aus dem 7. Jahrhundert zu den bedeutendsten Vertretern dieses Typs. Als einzige Kuppelhalle blieb die in das Ende des 7. Jahrhunderts datierte Thaddäuskirche in Ddmaschen am Nordwestufer des Sewansees nahezu vollständig erhalten. Sie wirkt harmonischer und vermittelt einen besseren Raumeindruck dieses Bautyps als die Kathedrale von Arutsch. Josef Strzygowski, der den Typus der Kuppelhallen in seinem Standardwerk zur armenischen Baukunst 1918 begrifflich einführte, rechnete auch die Schoghakat-Kirche von Etschmiadsin hinzu. Anstelle der von ihm angenommenen Bauzeit im 7. Jahrhundert wird heute jedoch das auf einer Inschrift festgehaltene Jahr 1694 als Baudatum für plausibel gehalten. In der als Renaissance der armenischen Baukunst bezeichneten Zeit vom 9. bis zum 14. Jahrhundert entstand die um 1029 datierte Hauptkirche des Klosters Marmaschen als archaische Kuppelhalle.

### Bauform

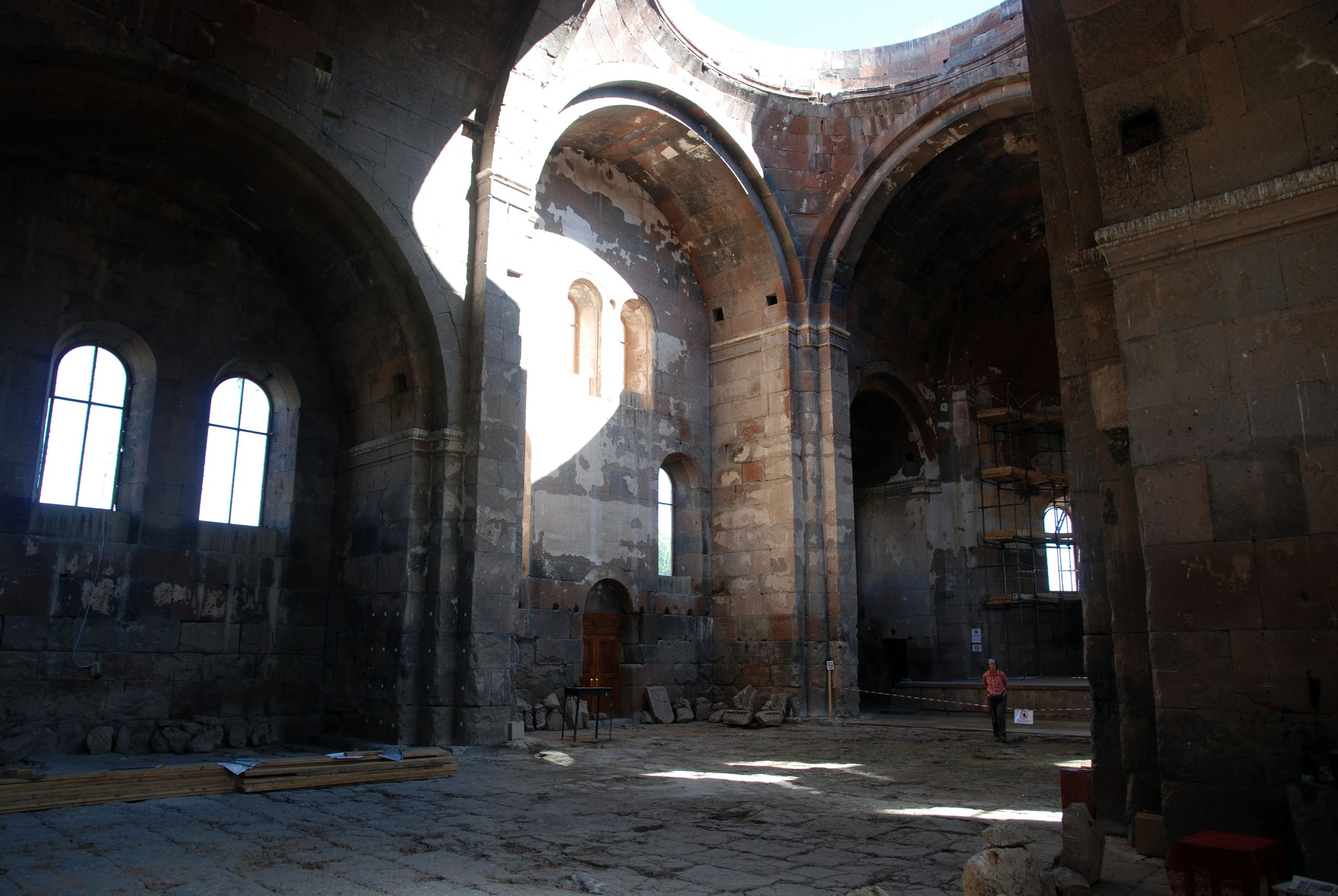
Mittlere Nische der Nordwand

Die Kathedrale von Arutsch wird in der Bauinschrift von 668 „das heilige Katholikon“ genannt. Der langrechteckige Raum, der innen 34,5 × 17 Meter misst, ist von drei Seiten zugänglich und wird im Osten von einer hufeisenförmigen Apsis mit 3,8 Meter Tiefe abgeschlossen. Zu beiden Seiten flankieren quadratische Nebenräume mit halbrunden Apsiden die Altarapsis. Der Zutritt erfolgt vom Kirchenschiff, in jeder Außenwand besitzen sie eine Fensteröffnung.
Die 2,8 Meter nach innen ragenden Wandpfeiler gliedern den gesamten Raum längs in drei ungefähr gleich große Teile, wobei die Altarapsis und die eingebauten Nebenräume das Kirchenschiff im Osten verkürzen. Die Pfeilervorlagen sind durch Blendarkaden an den Seitenwänden und durch quer den Raum überspannende Gurtbögen miteinander verbunden. Der Übergang von diesem zentralen Quadrat zum Grundkreis des Tambours erfolgt in den Ecken durch Pendentifs. Das Gebäude wurde bis zum Fußkreis des Tambours, dessen Oberkante 16,4 Meter über dem heutigen Bodenniveau liegt, restauriert. Der Tambour, die Kuppel und das abschließende Pyramidendach fehlen. Das Tonnengewölbe im Ostteil geht in die abschließende kugelförmige Decke der Apsis über, gleichermaßen wird das westliche Kirchenschiff von einem Tonnendach überwölbt. Der Altarraum ist durch ein Bema (Podest) gegenüber dem Kirchenschiff erhöht, ebenso wie die kleinen Apsiden in den Nebenräumen.
Im Unterschied zur Schoghakat-Kirche wird die Ostfassade außen durch zwei tiefe Dreiecksnischen gegliedert, wie sie für viele armenische und georgische Kirchen seit frühchristlicher Zeit typisch sind. Sie ermöglichen in diesem Fall, dass der Altarraum durch drei Fenster Licht erhält. Durch ungewöhnlich viele Fenster in den Längswänden wird das Kirchenschiff insgesamt gut belichtet. Die drei Portale besaßen Vorbauten, deren Wandansätze noch erkennbar sind. An den Längsseiten waren diese Anbauten seitlich geschlossen. Der Portalvorbau im Westen bestand hingegen aus einem von vier Stützen getragenen quadratischen Vordach.

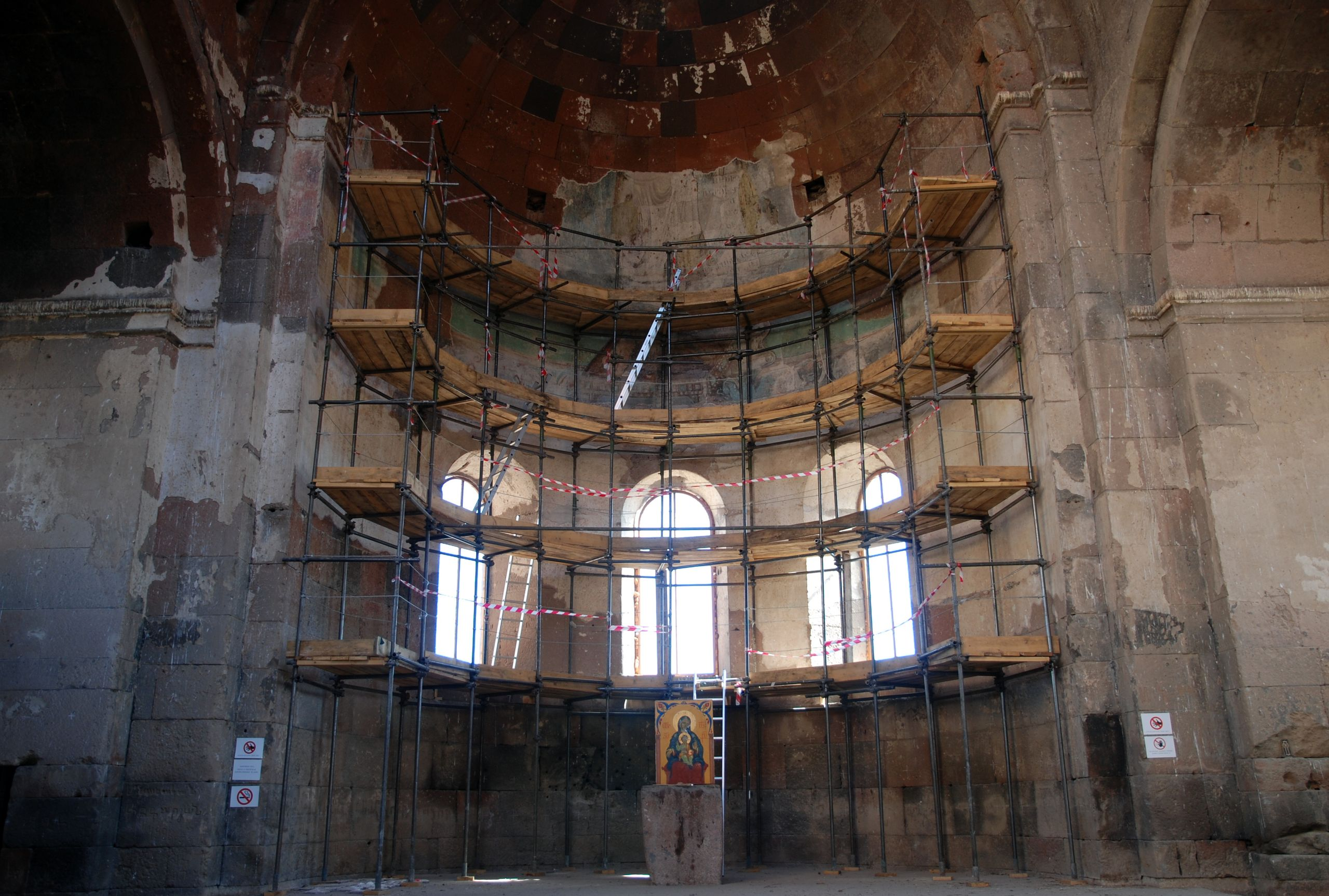
Malereireste in der Apsis

Das wesentliche Element der äußeren Bauplastik sind hufeisenförmige Ornamentfriese über den Rundbogenfenstern. Die Ostfassade wird durch drei Ornamentbögen oberhalb der Dreiecksnischen stärker hervorgehoben. Sie sind größerformatige Entsprechungen des Fensterdekors. Die Muster bestehen aus sich überschneidenden Kreisen und Rauten, an der Ostwand aus geometrischen stilisierten Weinranken und Weintrauben. Die vier Außenwandecken sind zu Rundstäben ausgebildet. Feines Korbflechtwerk überzieht das Kranzgesims an allen Seiten.
Im oberen Teil der Apsisrückwand sind über den Fenstern auf Putzresten noch Wandmalereien aus der Entstehungszeit schwach erkennbar. Abgebildet war die Szene der Gesetzesübergabe (latein. traditio legis) mit einem sieben Meter hohen stehenden Christus, der eine Schriftrolle in der linken Hand hält, während er weiter unten von den Aposteln Petrus und Paulus flankiert wird. Von den übrigen Apostel sind sechs an der Nordseite teilweise erkennbar. Die in geringen Resten erhaltene Christusfigur stand auf einem mit Edelsteinen beschlagenen Thron ähnlich demjenigen in Lmbatavank. In der Apsiskalotte befand sich über einem Fries mit Akanthusblattwerk die Szene von der Himmelfahrt Christi vor einem dunkelblauen Hintergrund.
1946 und 1958–1959 wurden die gerissenen Außenwände und das zerstörte Dach der Kirche restauriert. Archäologen gruben 1947, dann 1950–1952 und 2006–2007 die Ruinen des Palastes aus.

## Palast und weitere Gebäude

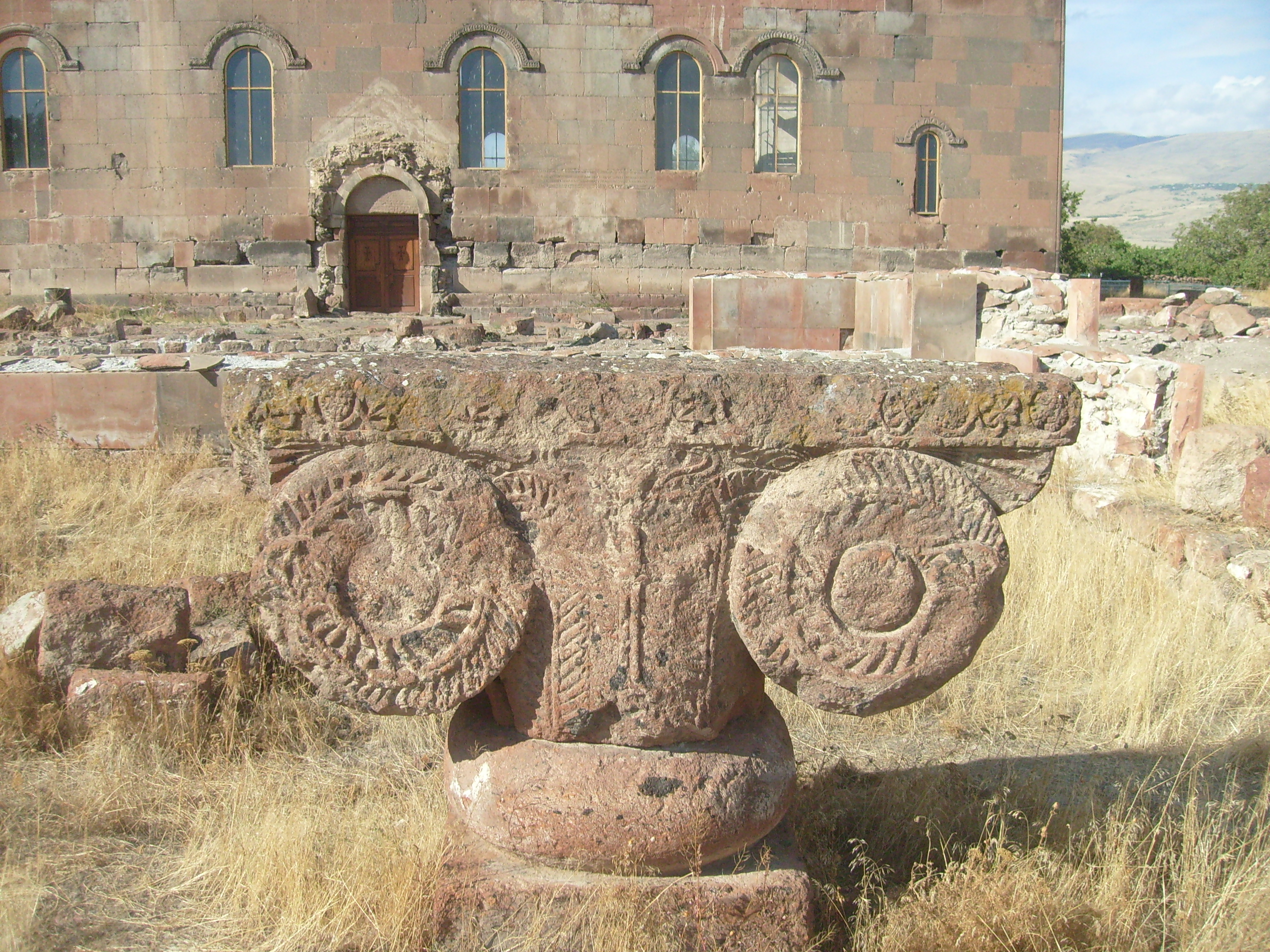
Kapitell im Thronsaal des Palastes

Unmittelbar südlich der Kirche befand sich der Palast des Grigor Mamikonjan. Er bestand aus einer großen Empfangshalle mit zwei Reihen von je drei Säulen, einer weiteren Halle westlich angrenzend und einer Galerie. Im Grundplan ähnelt er dem Palast des Katholikos in Dvin. Nach der Meinung von Historikern beauftragte Grigor seinen Architekten, den dortigen Palast nachzubauen. Die Empfangshalle, von der mehrere Lagen der Außenmauern restauriert wurden, besaß im Osten einen Thronsaal. In diesem Bereich sind zwei hier gefundene Kapitelle mit mächtigen seitlichen Trommeln aufgestellt. Sie tragen Reliefs mit einer Rosette aus gerollten Palmblättern sowie geometrische Ornamente an den Abaki. Eines der Kapitelle stellt die Kopie eines in Dvin aufbewahrten Kapitells dar. Die Säulenschäfte bestanden laut Jean-Michel Thierry (1988) aus Holz, nach den durch die Ausgrabungen von 2006/07 gewonnenen Erkenntnissen waren sie aus Stein. Die Decke wurde aus Holzbalken geschichtet, vermutlich in der Art eines Kraggewölbes (armenisch hazaraschen), wie bis ins 20. Jahrhundert die Dächer traditioneller armenischer Wohnhäuser mit einer Rauchöffnung (jerdik) in der Mitte konstruiert waren. Der Thron ist der einzige bekannte seiner Art in Armenien. Erhalten blieb eine 1,3 × 1,6 Meter große Basis aus Tuffsteinen.

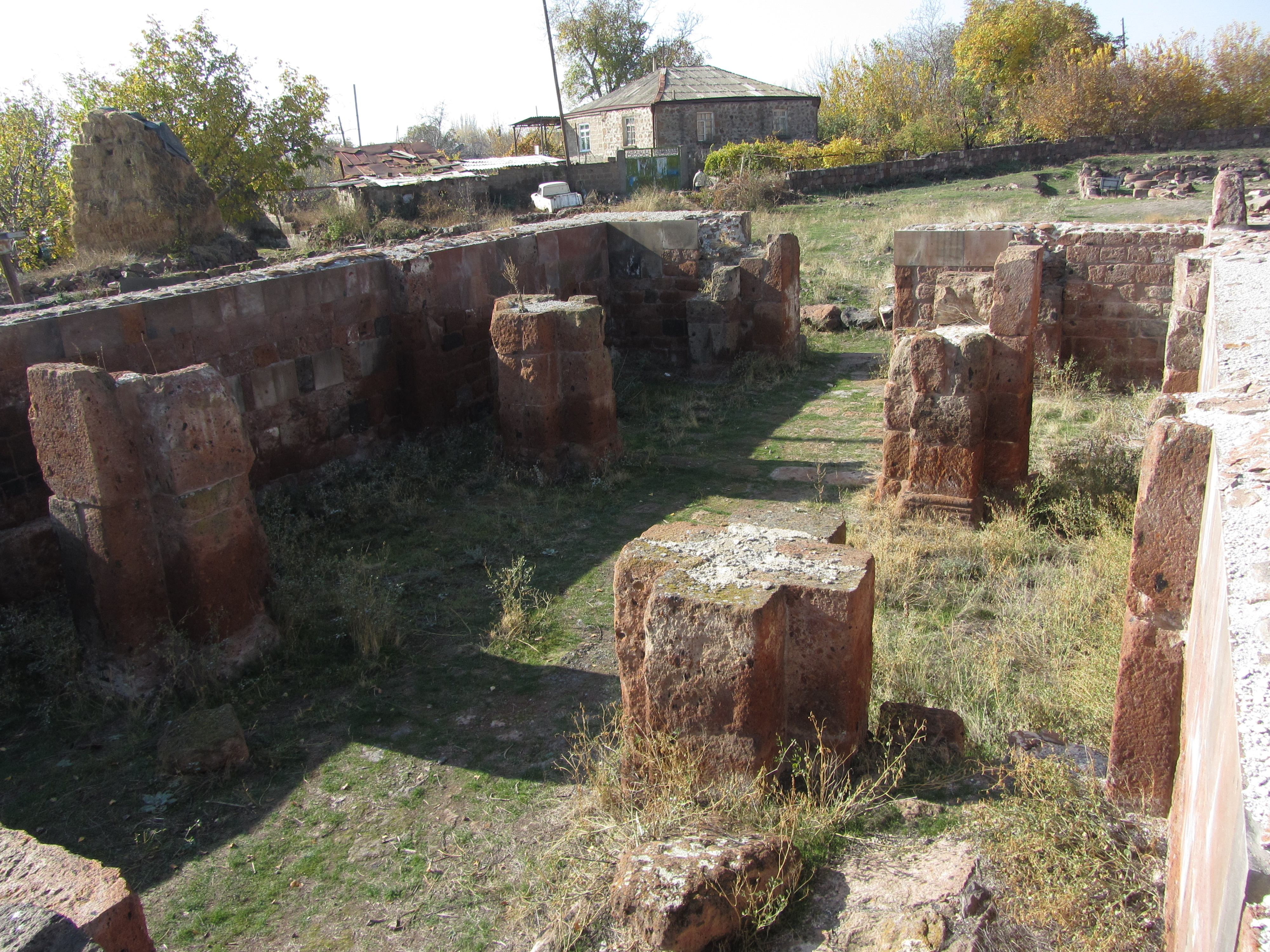
Basilikale Halle von Nordosten

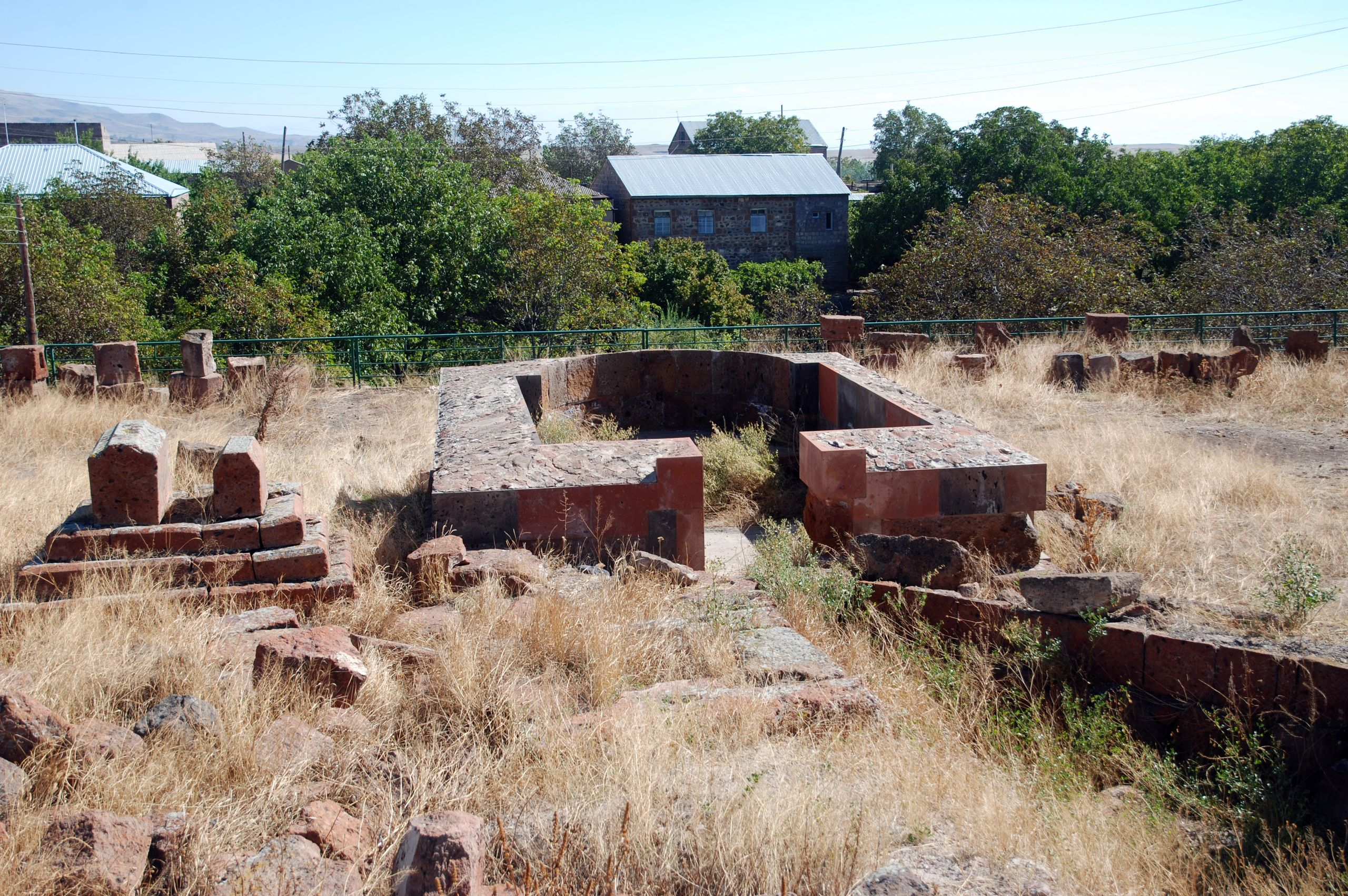
Kapelle von Westen

Östlich des Palasts wurden die auf einer getreppten Sockelzone stehenden Außenmauern einer dreischiffigen basilikalen Halle bis auf gut zwei Meter Höhe wiederaufgebaut. Zwei mächtige kreuzförmige Pfeiler in jeder Reihe gliederten den 18,7 × 10,7 Meter großen Raum in ein breites Mittelschiff und schmale Seitenschiffe. Sie scheint nach dem Bauschmuck zu urteilen älter als der Palast zu sein und wird in das 5. oder 6. Jahrhundert datiert. Das Gebäude besaß rechteckige Eingänge an der Nord-, West- und Ostseite.
Nahe an der Nordostecke dieser Halle stand eine kleine einschiffige Kapelle mit einer über die Ostwand ragenden Rundapsis. Zwei Lagen des Mauerwerks wurden restauriert. Zwischen der Kapelle und der Kathedrale erstreckt sich ein ausgedehntes Gräberfeld.

## Karawanserei

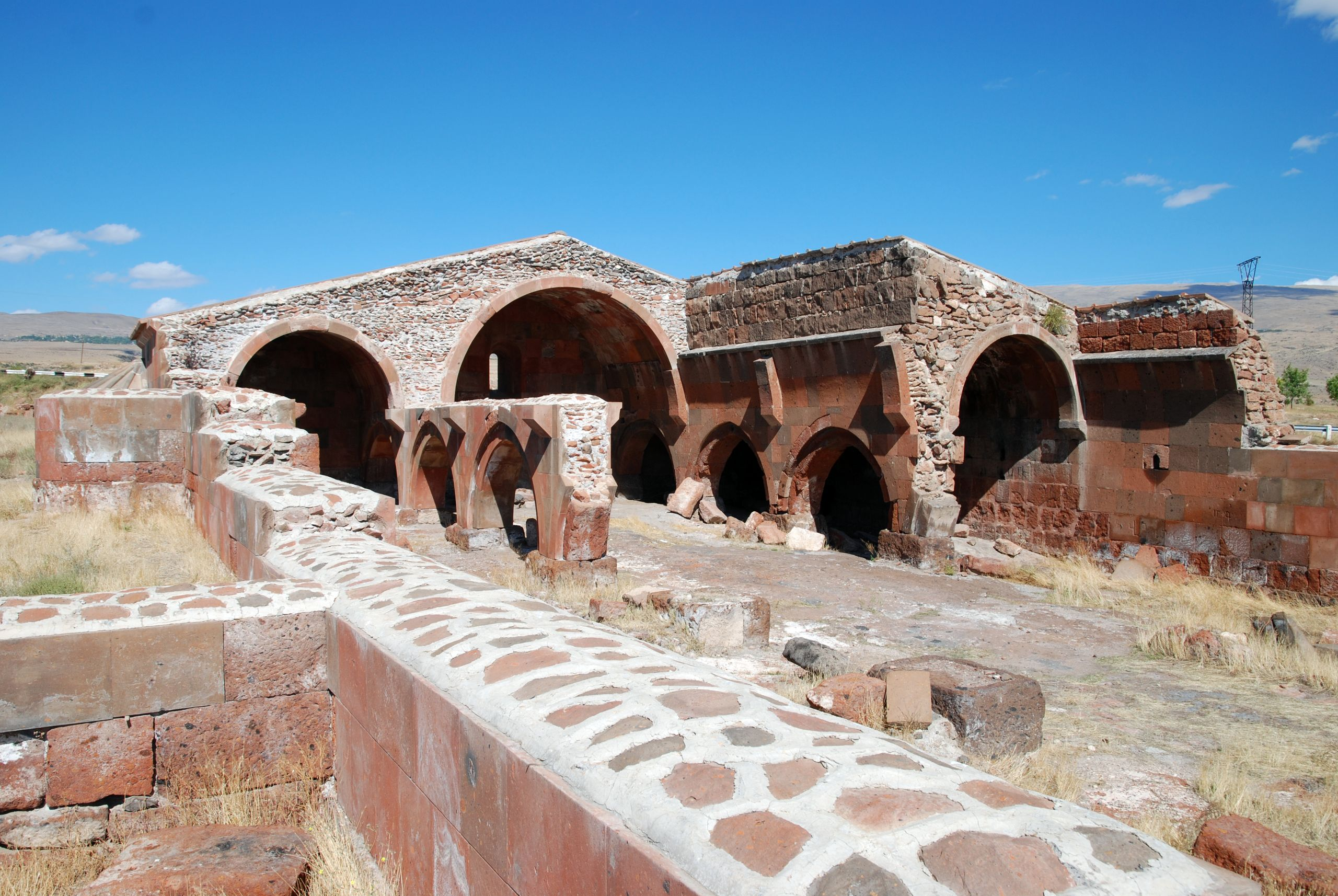
Karawanserei von Südwesten

An der nördlichen Einmündung der Ortszufahrt in die Schnellstraße sind die stark restaurierten Reste einer dreischiffigen mittelalterlichen Karawanserei von 26,5 × 15 Metern zu sehen. Sie gehört zum Typus der wehrhaften Gebirgskarawansereien. Das Gebäude ist nord-südlich ausgerichtet mit dem Eingang an der Südseite. Ein 6 Meter breites mittleres Tonnengewölbe ist von den 3,6 Meter breiten seitlichen Gewölben durch rundbogige Pfeilerarkaden getrennt. In der mittleren Halle lagerten das Vieh und die transportierten Waren, während die Reisenden zu beiden Seiten unterkamen. Die Außenwände waren fensterlos und durch Rundtürme verstärkt, um Schutz vor angreifenden Räubern zu bieten. Die Belichtung erfolgte durch eine Deckenöffnung.
Bis in die 1980er Jahre stand nur der nördliche Teil des östlichen Seitenschiffs. Die seither erfolgten Ergänzungen wurden großteils mit neuen Steinplatten ausgeführt.